# Dario Šimić
Dario Šimić (* 12. listopadu 1975, Záhřeb, SFR Jugoslávie, Chorvatsko) je bývalý chorvatský fotbalový obránce a reprezentant. Na klubové úrovni působil italských mužstvech FC Inter Milán a AC Milán. S Rossoneri vyhrál dvakrát LM (2002/03 a 2006/07) a Superpohár UEFA (2003 a 2007). Jednou se stal mistrem ligy (2003/04).
Z národním týmem se zúčastnil třikrát ME i MS kde v roce 1998 získal bronz.

## Přestupy
- z NK Dinamo Záhřeb do FC Inter Milán za 11 000 000 Euro
- z FC Inter Milán do AC Milán za 5 000 000 Euro
- z AC Milán do AS Monaco zadarmo

## Hráčská statistika
| Sezóna  | Klub              | Liga    | Liga   | Liga | Ligové poháry | Ligové poháry | Ligové poháry | Kontinentální poháry | Kontinentální poháry | Kontinentální poháry | Celkem | Celkem |
| Sezóna  | Klub              | Soutěž  | Zápasy | Góly | Soutěž        | Zápasy        | Góly          | Soutěž               | Zápasy               | Góly                 | Zápasy | Góly   |
| ------- | ----------------- | ------- | ------ | ---- | ------------- | ------------- | ------------- | -------------------- | -------------------- | -------------------- | ------ | ------ |
| 1992/93 | NK Dinamo Záhřeb  | 1. HNL  | 6      | 0    | -             | 0             | 0             | -                    | 0                    | 0                    | 6      | 0      |
| 1993/94 | NK Dinamo Záhřeb  | 1. HNL  | 19     | 2    | -             | 0             | 0             | -                    | 0                    | 0                    | 19     | 2      |
| 1994/95 | NK Dinamo Záhřeb  | 1. HNL  | 22     | 1    | -             | 0             | 0             | PVP                  | 1                    | 0                    | 23     | 1      |
| 1995/96 | NK Dinamo Záhřeb  | 1. HNL  | 26     | 2    | -             | 0             | 0             | -                    | 0                    | 0                    | 26     | 2      |
| 1996/97 | NK Dinamo Záhřeb  | 1. HNL  | 25     | 6    | -             | 0             | 0             | UEFA                 | 4                    | 1                    | 29     | 7      |
| 1997/98 | NK Dinamo Záhřeb  | 1. HNL  | 29     | 2    | -             | 0             | 0             | LM+UEFA              | 4*+5                 | 1*+0                 | 38     | 3      |
| 1998/99 | NK Dinamo Záhřeb  | 1. HNL  | 13     | 1    | -             | 0             | 0             | LM                   | 8*                   | 0*                   | 21     | 1      |
| 1999    | FC Inter Milán    | Serie A | 17     | 2    | IP            | 6             | 0             | LM                   | 6                    | 0                    | 29     | 2      |
| 1999/00 | FC Inter Milán    | Serie A | 20     | 1    | IP            | 3             | 0             | -                    | 0                    | 0                    | 23     | 1      |
| 2000/01 | FC Inter Milán    | Serie A | 18     | 0    | IP            | 2             | 0             | UEFA                 | 4                    | 1                    | 24     | 1      |
| 2001/02 | FC Inter Milán    | Serie A | 12     | 0    | IP            | 1             | 0             | UEFA                 | 8                    | 0                    | 21     | 0      |
| 2002/03 | AC Milán          | Serie A | 29     | 1    | IP            | 3             | 0             | LM                   | 13*                  | 0*                   | 45     | 1      |
| 2003/04 | AC Milán          | Serie A | 10     | 0    | IP+IS         | 6+0           | 0             | LM+ES+IP             | 2+1+0                | 0                    | 19     | 0      |
| 2004/05 | AC Milán          | Serie A | 2      | 0    | IP+IS         | 1+0           | 0             | LM                   | 0                    | 0                    | 3      | 0      |
| 2005/06 | AC Milán          | Serie A | 15     | 0    | IP            | 4             | 0             | LM                   | 2                    | 0                    | 21     | 0      |
| 2006/07 | AC Milán          | Serie A | 22     | 0    | IP            | 6             | 0             | LM                   | 6                    | 0                    | 34     | 0      |
| 2007/08 | AC Milán          | Serie A | 4      | 0    | IP            | 2             | 0             | LM+ES+MSK            | 1+0+0                | 0                    | 7      | 0      |
| 2008/09 | AS Monaco         | Ligue 1 | 27     | 0    | FLP+FP        | 1+2           | 0             | -                    | 0                    | 0                    | 30     | 0      |
| 2009/10 | AS Monaco         | Ligue 1 | 0      | 0    | FLP+FP        | 0+0           | 0             | -                    | 0                    | 0                    | 0      | 0      |
| 2010/11 | GNK Dinamo Záhřeb | 1. HNL  | 0      | 0    | ChS           | 1             | 0             | LM                   | 2*                   | 0*                   | 3      | 0      |
| Celkově | Celkově           | Celkově | 316    | 18   | -             | 38            | 0             | -                    | 67                   | 3                    | 421    | 21     |

Poznámky
- i s předkolem.

## Úspěchy

### Klubové
- 6× vítěz chorvatské ligy (1992/93, 1995/96, 1996/97, 1997/98, 1998/99, 2010/11)
- 1× vítěz italské ligy (2003/04)
- 5× vítěz chorvatského poháru (1993/94, 1995/96, 1996/97, 1997/98, 2010/11)
- 1× vítěz italského poháru (2002/03)
- 1× vítěz italského superpoháru (2004)
- 1× vítěz chorvatského superpoháru (2010)
- 2× vítěz Ligy mistrů (2002/03, 2006/07)
- 2× vítěz evropského superpoháru (2003, 2007)
- 1× vítěz mistrovství světa klubů (2007)

### Reprezentační
- 3× na MS (1998 – bronz, 2002, 2006)
- 3× na ME (1996, 2004, 2008)